# خورخي لويس رويز
خورخي لويس رويز (بالإسبانية: Jorge Luis Ruiz Sandoval)‏ هو لاعب كرة قدم ومدرب كرة قدم فنزويلي، ولد في 10 يناير 1989 في Guasdualito ‏ في فنزويلا. لعب مع Yaracuyanos F.C. ‏.

## وصلات خارجية
- خورخي لويس رويز على موقع قاعدة بيانات كرة القدم.إي يو (الإنجليزية)
- خورخي لويس رويز على موقع Soccerway.com (الإنجليزية)